# Роузланд (Флорида)
Роузланд (енгл. Roseland) насељено је место без административног статуса у америчкој савезној држави Флорида.

## Демографија
По попису из 2010. године број становника је 1.472, што је 303 (-17,1%) становника мање него 2000. године.
| Група             | 2000.         | 2010.         |
| Белци             | 1.707 (96,2%) | 1.353 (91,9%) |
| Афроамериканци    | 4 (0,2%)      | 16 (1,1%)     |
| Азијати           | 24 (1,4%)     | 13 (0,9%)     |
| Хиспаноамериканци | 22 (1,2%)     | 53 (3,6%)     |
| Укупно            | 1.775         | 1.472         |